# Undici minuti
Undici minuti (Onze minutos) è un romanzo dello scrittore brasiliano Paulo Coelho composto nel 2003.

## Storia editoriale
L'idea di scrivere un libro che parli di sessualità nacque nella mente di Paulo col tempo; durante la sua adolescenza, negli anni Settanta, il giovane autore lesse un libro di Irving Wallace, intitolato "Sette Lunghi Minuti": l'opera parla della censura americana sul sesso. Paulo cerca di immaginare cosa avrebbe potuto contenere il libro in questione, ma in lui sta già nascendo l'idea di scrivere di sua propria mano un libro che parli della sessualità; lo scrittore tuttavia non ha ancora le idee ben chiare su come impostare l'opera. 
Nel 1999, mentre si trovava a Mantova, una prostituta brasiliana lascia la sua biografia allo scrittore; Coelho ne rimase piacevolmente impressionato e mandò addirittura il manoscritto alla propria casa editrice, che decise però di non pubblicarlo. Paulo allora decide di incontrare l'autrice, il cui nome d'arte è Sonia, che lo invita a recarsi nel quartiere dove lei lavora: qui Coelho conosce le sue colleghe e il loro mondo.
Paulo racconta l'episodio a una giornalista, e il risultato fu che un pomeriggio a Ginevra molte altre prostitute presentarono a Coelho la loro esperienza di vita. Lo scrittore ne trae ispirazione, ma c'è una storia che lo colpisce particolarmente; è quella di 
(Paulo Coelho)
Il libro narra quindi della storia di Maria, una prostituta brasiliana alla ricerca dell'amore e del suo significato.

## Trama
Maria è una bambina di una piccola regione del Brasile, quando Coelho inizia a parlarcene. Sin da piccina la bimba sembra soffrire oltremodo per le delusioni amorose; quando diventa una giovane ragazza le delusioni continuano a farle male, nonché a procurarle derisioni e sguardi compassionevoli da parte delle amiche. Maria cresce, impara nuove cose a scuola ma soprattutto impara a conoscere gli uomini, cosicché in breve tempo è in grado di averne totalmente il controllo, sfruttando l'intelligenza e il suo fascino sempre maggiore. Ora Maria vuole imparare ancora più cose: la curiosità e il bisogno di una maggiore stabilità economica la spingono a essere sempre più intraprendente, finché un giorno non incontra qualcuno che le propone un lavoro in Europa e la sua vita cambierà drasticamente... Maria compirà numerose scelte di sua spontanea volontà, senza rendersi conto se siano giuste o sbagliate, ma solo mossa da un desiderio istintivo quanto cerebrale: il bisogno d'affetto. La ricerca dell'amore, l'amore vero che solo una donna matura può essere in grado di trovare, sarà il motore che muoverà tutta la sua vita, portandola infine a un approdo definitivo che la stessa Maria non si sarebbe mai aspettata.

## Critica
L'opera si discosta molto dal resto della produzione dell'autore, soprattutto per l'abbandono di quell'atmosfera fiabesca presente nel suo romanzo più noto, L'alchimista, (ma anche in molti altri romanzi), e l'utilizzo invece di un linguaggio esplicito, con tematiche realistiche. Il sesso e l'attività delle prostitute sono descritti realisticamente, senza "peli sulla lingua", e la breve esperienza di Maria nel campo della prostituzione funge da strumento di analisi dell'universo femminile. In questo senso il libro sembra quasi l'opera di una scrittrice: molte donne si identificano nei dubbi, le perplessità, i sogni, i desideri e le angosce di Maria, rese con semplicità e schiettezza grazie alle pagine di diario sparse fra i capitoli. Il tema chiave del racconto non è il sesso fine a se stesso, ma è il tentativo di un maturo Paulo di dare al sesso l'accezione di esperienza mistica, nel senso di unione totale e armonica con l'universo tramite i sensi.

## Edizioni in italiano
- Paulo Coelho, Undici minuti, traduzione di Rita Desti, Milano: Bompiani, 2003
- Paulo Coelho, Undici minuti: romanzo, traduzione di Rita Desti, Milano: La nave di Teseo, 2018
- Paulo Coelho, Undici minuti, Roma: La Repubblica, 2020
- Paulo Coelho, Undici minuti, traduzione di Rita Desti, Milano: Mondadori, 2021